# I Am the Night (série télévisée)
Pour les articles homonymes, voir I Am the Night.
I Am the Night est une mini-série américaine en six épisodes d'environ 50 minutes créée par Sam Sheridan et diffusée du 27 janvier au 4 mars 2019 sur la chaîne TNT. Elle s'inspire de l'ouvrage One Day She'll Darken: The Mysterious Beginnings of Fauna Hodel (en) de Fauna Hodel qui revient en partie sur l'affaire du Dahlia noir.
En France, la série sera diffusée à partir du 31 mai 2020 sur 13ème RUE chaque dimanche jusqu'au 14 juin de la même année. Cependant, elle reste inédite dans les autres pays francophones.

## Synopsis
Fauna Hodel a été abandonnée à sa naissance en 1949, dans les toilettes d'un casino du Nevada. Dans les années 1960, elle enquête sur les secrets de son passé afin de retrouver sa famille d'origine. La jeune femme va remonter la piste du chirurgien George Hill Hodel, son grand-père, afin de créer un lien avec sa famille de sang et de retrouver sa vraie mère, Tamar. Fauna souhaite poser des questions à cette dernière pour comprendre le mystère de sa naissance et son adoption. George Hodel est par ailleurs un suspect dans la « célèbre » affaire du Dahlia noir (l'assassinat d'Elizabeth Ann Short en janvier 1947 à Los Angeles).
Arrivée à Los Angeles, elle rencontre le journaliste Jay Singletary, autrefois estimé, travaillant pour un journal réputé. Jay a du mal à joindre les deux bouts depuis qu'il a écrit un article diffamant sur Hodel, qui lui a fait perdre son travail. Tous deux recherchent Tamar afin de découvrir la vérité sur la famille Hodel.

## Distribution
- Chris Pine (VF : Boris Rehlinger) : Jay Singletary
- India Eisley : Fauna Hodel
- Jefferson Mays (en) : George Hodel (en)
- Leland Orser : Peter Sullivan
- Connie Nielsen : Corinna Hodel
- Yul Vazquez : Billis
- Theo Marshall : inspecteur Cuddy
- Justin Cornwell (en) : Terrence Shye
- Dylan Smith : Sepp
- Jay Paulson : Ohls
- Golden Brooks (en) : Jimmie Lee, la mère de Fauna
- Monique Green : Nina, la cousine de Fauna
- Shoniqua Shondai : Tina, la cousine Fauna

## Production
En juillet 2017, la chaîne câblée TNT annonce que Chris Pine jouera le rôle de Jay Singletary dans une série télévisée dramatique de six épisodes intitulée One Day She'll Darken et qu'il en sera le producteur délégué avec la réalisatrice Patty Jenkins et le scénariste Sam Sheridan. La série s'inspire de l'autobiographie de Fauna Hodel, One Day She'll Darken: The Mysterious Beginnings of Fauna Hodel. Carl Franklin est ensuite annoncé à la réalisation de deux épisodes et comme producteur délégué. Victoria Mahoney réalise aussi deux épisodes. La série est ensuite renommée I Am the Night et est annoncée pour janvier 2019. L'épisode pilote est diffusé après la 25e cérémonie des Screen Actors Guild Awards.
En octobre 2017, TNT annonce qu'India Eisley, Jefferson Mays, Yul Vazquez, Justin Cornwell, Dylan Smith, Theo Marshall, Jay Paulson et Golden Brooks rejoignent la distribution. Leland Orser, Connie Nielsen, Shoniqua Shandai et Monique Green sont également confirmés.

## Épisodes
1. Fauna Hodel (Pilot) (réalisé par Patty Jenkins)
2. Phénomène d'interférences (Phenomenon of Interference) (réalisé par Patty Jenkins)
3. Le Dahlia noir (Dark Flower) (réalisé par Victoria Mahoney (en))
4. Matador (Matador) (réalisé par Victoria Mahoney)
5. Aloha (Aloha) (réalisé par Carl Franklin)
6. Queen's Gambit, Accepted Titre Français "Gambit Dame" (réalisé par Carl Franklin)